# Vodní elektrárna Eglisau-Glattfelden
Vodní elektrárna Eglisau-Glattfelden je vodní dílo na řece Rýn mezi Švýcarskem a Německem. V době uvedení do provozu patřila mezi nejvýkonnější vodní elektrárny v Evropě.

## Historie projektu a výstavby
Po uskutečnění dálkového přenosu vodní energie od Neckaru na elektrotechnickou výstavu ve Frankfurtu v roce 1891 se Německo stalo vůdčí zemí ve výrobě elektrické energie. Úspěch dálkového přenosu byl i triumfem německého a švýcarského strojírenství. Bylo zřejmé, že po Neckaru přijde na řadu Vysoký Rýn. V letech 1906–1910 byla postavena ve své době nejvýkonnější vodní elektrárna v Evropě u Laufenburgu. V době výstavby vznikly i projekty na výstavbu vodního díla u Eglisau. Stavební koncesi získala energetická společnost Zürcher a Schaffhauser Elektrizitätswerke spolu se souhlasem Bádenského velkovévodství v roce 1913 na 80 let. Společnost se o rok později spojila v Nordostschweizerische Kraftwerke AG a v její režii započaly v roce 1915 první práce. Vzedmutí hladiny o více než 11 metrů u elektrárny způsobilo zvýšení hladiny o 8,5 m v historickém městě Eglisau. Součástí projektu se tak stalo i zatopení 15 domů, vystěhování 80 lidí, zboření historického dřevěného mostu a vybudování nového.
První práce začaly v suché jámě levého břehu v místech ústí říčky Glatt. Koryto tohoto toku tak muselo být odvedeno umělým kanálem do místa pod elektrárnou. Voda Glattu byla odváděna novou cestou od ledna 1916. První agregát byl spuštěn 15. dubna 1920.

## Popis
Na pravém, německém břehu byla vybudována jednokomorová propust, navazující na jezové těleso o celkové délce 114,5 metrů se šesti přelivnými poli o šířce 15,5 metrů. Elektrárna se nachází na levém, švýcarském břehu. Sedm Francisových turbín pracovalo na spádu 11 m při hltnosti 370 m3/s a celkovém výkonu 32 MW. Francisovy byly později vyměněny za turbíny Kaplanovy o hltnosti 500 m3/s a celkový výkon vzrostl na 43,4 MW. V době uvedení do provozu elektrárna pokrývala 8 % švýcarské spotřeby elektrické energie, ve 21. století 3 promile.
Od roku 2017 umožňují průchod ryb rybí přesmyk na švýcarské straně a rybí výtah na straně německé. Délka cesty v přesmyku je v závislosti na vstupním bodě 206 až 254 metrů. Do výtahu jsou ryby lákány výstupním proudem a přepravují se automaticky čtyřikrát až dvanáctkrát denně, v závislosti na ročním období a době tření.
Do roku 2005 elektrárna vyrobila 18,8 miliardy kWh elektrické energie.